# タモリの世界そっくり大賞
『タモリの世界そっくり大賞』（タモリのせかいそっくり大賞）は、1982年から1986年まで日本テレビ系列局で特別番組として放送されていた日本テレビ製作のものまねバラエティ番組で、司会を務めたタモリの冠番組である。
世界中のそっくりさんたちをプロ・アマを問わずに招いていた。第1回から第3回までは土曜 19:30 - 20:54 （『土曜トップスペシャル』枠）に、第4回は木曜 19:00 - 20:54 （『木曜スペシャル』枠）に放送された。

## 歴代番組タイトル
- 第1回 『独占特別企画・第1回世界そっくり大賞』　1982年3月20日（土曜）19:30～20:54放送
- 第2回 『今夜決定!!タモリの'82世界そっくり大賞』　1982年12月18日（土曜）19:30～20:54放送
- 第3回 『タモリの世界そっくり大賞』　1984年1月7日（土曜）19:30～20:54放送
- 第4回 『86タモリの世界そっくり大賞』　1986年2月27日（木曜）19:00～20:54放送

## 出演者

### 第1回
＜司会＞
- タモリ
- 岡崎友紀

＜審査員＞
- 大島渚
- 朝丘雪路
- おすぎとピーコ
- 長嶋茂雄

＜仕掛人＞
- 橋本テツヤ

＜通訳＞
- ウィッキー

＜ゲスト出演＞
- 島倉千代子
- 横山やすし
- 西川きよし
- チェリッシュ
- 岩崎宏美
- 田原俊彦

（順不同）

＜ナレーター＞
- 森山周一郎

### 第2回
＜司会＞
- タモリ
- アグネス・チャン

＜審査員＞
- 宮川泰 - 審査委員長
- 和田アキ子
- 清川虹子
- 鰐淵晴子
- おすぎとピーコ

（順不同）

＜ゲスト＞
- 小森和子
- 三笑亭夢丸

＜ナレーター＞
- 橋本テツヤ

### 第3回
＜司会＞
- タモリ
- 斉藤ゆう子

＜審査員＞
- 中村泰士
- 浅野ゆう子
- 江川卓
- 岡田眞澄
- 鮎川いずみ
- 京唄子
- ピーター

（順不同）

＜ゲスト＞
- 山田康雄
- 汀夏子
- 三ツ木清隆
- 稲川淳二

＜VTR出演＞
- 武田鉄矢
- 小森和子

### 第4回
＜司会＞
- タモリ
- 高見恭子

＜審査員＞
- 岡本太郎
- 冨士真奈美
- 武田鉄矢
- 楠田枝里子
- 野々村真
- ケント・デリカット
- 吉村明宏
- 山本コウタロー

（順不同）

＜VTR出演＞
- 所ジョージ
- 高田純次
- 木内みどり
- 川島なお美
- 加茂さくら
- 大仁田厚
- 山本晋也
- 志生野温夫
- 九十九一
- 轟二郎
- 奥田圭子

（順不同）

＜ナレーション＞
- 神谷明

### 本番組に出演したそっくり芸人（順不同）
- 美空ひばりのそっくり芸人
- 松田聖子のそっくり芸人
- 田原俊彦のそっくり芸人
- 所ジョージのそっくり芸人
- マイケル・ジャクソンのそっくり芸人
- ジョン・レノンのそっくり芸人
- マドンナのそっくり芸人
- オードリー・ヘプバーンのそっくり芸人
- ジャッキー・チェンのそっくり芸人
- 一木ひろし
- セニョール玉置
- ミニミニ長渕
- ほか

## スタッフ
- 制作総指揮：萩原敏雄、高橋進
- 構成：豊村剛、善入茂雄
- 総合演出：伊藤輝夫（テリー伊藤）
- プロデューサー：山本道夫、牛丸謙壱
- 制作：梅沢勝哉、辻澄子
- 制作協力：田辺エージェンシー、IVSテレビ制作
- 製作著作：日本テレビ